# 梅图帕拉耶姆
梅图帕拉耶姆（Mettupalayam），是印度泰米尔纳德邦Tiruchirappalli县的一个城镇。总人口7538（2001年）。

## 人口
该地2001年总人口7538人，其中男性3771人，女性3767人；0—6岁人口697人，其中男337人，女360人；识字率69.63%，其中男性为78.97%，女性为60.29%。